# Федосєєв Олександр Іванович
Олександр Іванович Федосєєв (1909, село Ладижин, тепер місто Вінницької області — 1975, місто Одеса) — український радянський партійний діяч, голова Одеського облвиконкому, 1-й секретар Одеського обкому КПУ. Депутат Верховної Ради УРСР 4-го скликання. Депутат Верховної Ради СРСР 5-го скликання. Кандидат у члени ЦК КПУ в 1956—1960 р. Член ЦК КПУ в 1960—1961 р.

## Життєпис
Народився в квітні 1909 року в містечку Ладижині Подільської губернії Російської імперії (нині — місто Вінницької області) в родині фельдшера.
Освіта незакінчена вища. У 1927 році закінчив учительський інститут у місті Зінов'ївську.
З 1927 року — завідувач початкової школи, директор середньої школи Гайворонського району Одеської області. Член ВКП(б) з 1940 року.
До лав РСЧА призваний у 1941 році Гайворонським РВК. Учасник німецько-радянської війни. Служив політичним керівником кулеметної роти 32-го кулеметного батальйону 82-го укріпленого району Південно-Західного фронту. Був важко поранений у серпні 1941 року. Після лікування служив агітатором 354-го резервного стрілецького полку 4-ї резервної стрілецької дивізії.
У 1945—1950 роках — завідувач районного відділу народної освіти; 2-й секретар Гайворонського районного комітету КП(б)У Одеської області; 1-й секретар Біляївського районного комітету КП(б)У Одеської області.
У жовтні 1950 (оф. лютому 1951) — 1952 року — секретар Одеського обласного комітету КП(б)У.
У серпні 1952 — листопаді 1953 року — заступник завідувача Одеського обласного відділу народної освіти.
У листопаді 1953 — липні 1954 року — 1-й секретар Фрунзенського районного комітету КПУ Одеської області.
У липні 1954 — лютому 1958 року — голова виконавчого комітету Одеської обласної ради депутатів трудящих.
11 січня 1958 — 8 лютого 1961 року — 1-й секретар Одеського обласного комітету КПУ.
З 1961 року — директор Одеської радянсько-партійної школи.
Потім — персональний пенсіонер союзного значення. Помер у квітні 1975 року. Похований 29 квітня 1975 року на 2-му міському цвинтарі міста Одеси.

## Нагороди
Нагороджений орденом Леніна, почесною грамотою Президії Верховної Ради Української РСР (9.04.1969). За участь у Другій світовій війні нагороджений низкою медалей, у тому числі «За відвагу» (06.11.1945) і «За оборону Одеси» (20.12.1943).